# Persicaria snobarii
Persicaria snobarii är en slideväxtart som beskrevs av A.H. Munshi & G.N. Javeid. Persicaria snobarii ingår i släktet pilörter, och familjen slideväxter. Inga underarter finns listade i Catalogue of Life.